# Hypognatha viamao
Hypognatha viamao Levi, 1996 è un ragno appartenente alla famiglia Araneidae.

## Etimologia
Il nome della specie deriva dalla località brasiliana di rinvenimento degli esemplari: Viamão

## Caratteristiche
L'olotipo femminile rinvenuto ha dimensioni: cefalotorace lungo 1,44mm, largo 1,19mm; opistosoma lungo 2,9mm, largo 3,2mm.

## Distribuzione
La specie è stata reperita nel Brasile meridionale: a Capivari, località nei pressi di Viamão, appartenente allo stato del Rio Grande do Sul.

## Tassonomia
Al 2014 non sono note sottospecie e dal 1996 non sono stati esaminati nuovi esemplari.